# Riedlea peruviana
Riedlea peruviana là một loài thực vật có hoa trong họ Cẩm quỳ. Loài này được (Desr.) DC. miêu tả khoa học đầu tiên năm 1824.